# Entephria primordiata
Entephria primordiata là một loài bướm đêm trong họ Geometridae.